# Robert Manzenreiter
Robert Manzenreiter (* 28. August 1966 in Innsbruck) ist ein ehemaliger österreichischer Rennrodler, welcher sowohl im Einsitzer als auch im Doppelsitzer gemeinsam mit Markus Schmidt an den Start ging. Er startete bei den Olympischen Winterspielen 1988 in Calgary und 1992 in Albertville.
Im Jahr 1984 nahm er gemeinsam mit seinen Doppelsitzer-Partner Markus Schmidt an den Juniorenweltmeisterschaften 1984 in Bludenz teil. Hinter dem sowjetischen Team und dem Team aus der DDR holten sie die Bronzemedaille.
Bei den Rennrodel-Weltmeisterschaften 1991 in Winterberg und zwei Jahre später bei den Rennrodel-Weltmeisterschaften 1993 in Calgary gewann er im Team-Wettbewerb die Silbermedaille. Bei den Winterspielen 1992 fuhr er im Einzelwettbewerb auf den sechsten Platz.
Nach seiner aktiven Karriere arbeitete er ab 2007 zunächst als Trainings-Koordinator für das österreichische Team und wechselte 2012 als Bahnchef zur Kunsteisbahn Igls.

## Familie
Robert Manzenreiter ist der Bruder der Bobsportlerin Sonja Manzenreiter, die ebenfalls bei drei olympischen Spielen antrat.